# Falcon (cráter)

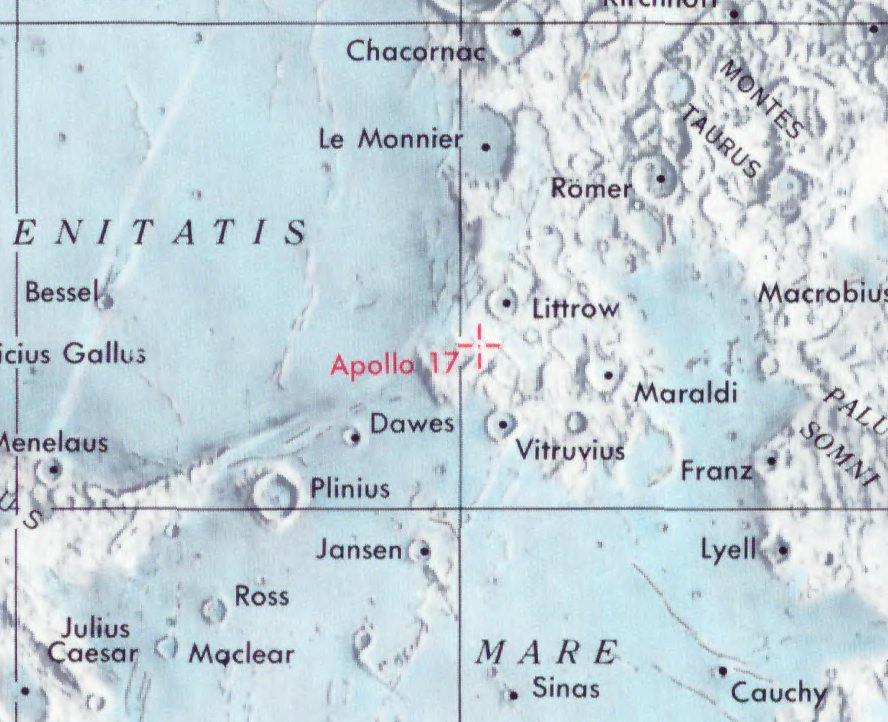
Localización del lugar de aterrizaje del Apolo 17

Falcon es un diminuto cráter lunar situado al oeste del valle Taurus-Littrow. Su nombre aparece en la cartografía del lugar de aterrizaje del Apolo 17, aunque se encuentra unos 7 km al noroeste del lugar donde se posó la nave. 
Está situado en la ladera sur de la colina denominada "Family Mountain", unos 5 km hacia el noroeste de Lara, el cráter más occidental de los localizados en las inmediaciones del lugar de aterrizaje del Apolo 17.

## Denominación
Curiosamente, Falcon no aparece citado en el Apollo 17 Surface Journal. La denominación tiene su origen en los topónimos utilizados en la hoja a escala 1/50.000 del Lunar Topophotomap con la referencia "43D1S1 Apollo 17 Landing Area".